# De la démonomanie des sorciers
De la démonomanie des sorciers (Engelsk titel: On the Demonomania of the Sorcerers), var en bok om häxeri och demonologi av den franska juristen och politiska filosofen Jean Bodin.
Boken utgavs först 1580, och kom att bli en inflytelserik källa om häxeri och häxprocesser, som användes och konsulterades vid utförandet av häxprocesser, och hade troligen större spridning än alla andra böcker om häxeri under häxprocessernas era. Vid sidan av Häxhammaren, som var  en pionjärskrift med avgörande betydelse för häxförföljelserna, blev Bodins bok mer spridd och kanske mer konsulterad som praktisk instruktionsbok under förföljelserna. 